# Tizenhatszög
A geometriában a tizenhatszög egy olyan sokszög, aminek 16 oldala és 16 csúcsa van.

## Szabályos tizenhatszög
A szabályos tizenhatszög szerkeszthető sokszög.
A szabályos sokszögek szögeire ismert képlet n=16 esetben a következőt adja:
{\displaystyle \alpha ={\frac {(n-2)}{n}}\cdot 180^{\circ }={\frac {14}{16}}\cdot 180^{\circ }=157,5^{\circ }}
Az a oldalú szabályos tizenhatszög területe:
{\displaystyle T=4a^{2}\cot \left({\frac {\pi }{16}}\right)=4a^{2}\left(1+{\sqrt {2}}+{\sqrt {4+2{\sqrt {2}})}}\right)\approx {\mbox{20,109358}}\cdot a^{2}}
Az R sugarú körbe írt szabályos tizenhatszög oldalhossza és területe:
{\displaystyle a=2R\sin \left({\frac {\pi }{16}}\right)=R{\sqrt {2-{\sqrt {2+{\sqrt {2}}}}}}\approx {\mbox{0,390181}}\cdot R}
{\displaystyle T=8R^{2}\sin \left({\frac {\pi }{8}}\right)=4R^{2}{\sqrt {2-{\sqrt {2}}}}\approx {\mbox{3,061467}}\cdot R^{2}}